# Fritz Godow
Fritz Godow (* 25. Juli 1851 in Kortenhagen im Kreis Greifenhagen; † 6. August 1932 in Stettin) war ein deutscher Schriftsteller und Lehrer. Er schrieb im vorpommerschen Dialekt der Plattdeutschen Sprache. 

## Leben
Fritz Godow wurde am 25. Juli 1851 in Kortenhagen in Pommern als Sohn eines Landwirts geboren. Um Lehrer zu werden, besuchte er zunächst die Präparandenanstalt in Lebbin und dann von 1869 bis 1871 das Lehrerseminar in Cammin. Anschließend arbeitete er zunächst als Lehrer an der Domschule in Cammin, dann als Mittelschullehrer in Stettin. 
Fritz Godow schrieb zwei Sammlungen von Erzählungen im vorpommerschen Dialekt der Plattdeutschen Sprache, die in den Jahren 1900 und 1924 erschienen. Keine der Sammlungen wurde später neu aufgelegt. In der 1969 erschienenen Anthologie Pommersche Literatur ist Godow mit vier Gedichten vertreten. 

## Werke
- Oll Frünn’ in’n nigen Rock. En Hümpel Schnurren in plattdütschen Rimels. Niekammer, Stettin 1900.
- Striekhölter. Geschichten för den plattdütschen Stammdisch. Verlag Leon Sauniers, Stettin 1924.